# Joan (jurista)
Joan (en llatí Joannes) (segle vi) fou un jurista romà d'Orient nomenat per l'emperador Justinià I com a membre d'una comissió de deu persones que havia de compilar el Constitutionum Codex (528), una recopilació de lleis imperials presidida per Tribonià.
A Const. Haec quae necessario, § 4, i Const. Summa Reipublicae, § 2, se l'anomena amb el tractament de "Vir excellentissimus ex-quaestore sacri palatii, consularis atque patricius". En una posterior revisió per confeccionar el definitiu Codi de Justinià, es va formar una comissió de cinc membres (534), i un Joan en va ser membre però era un jurista diferent.